# Grupo alilo

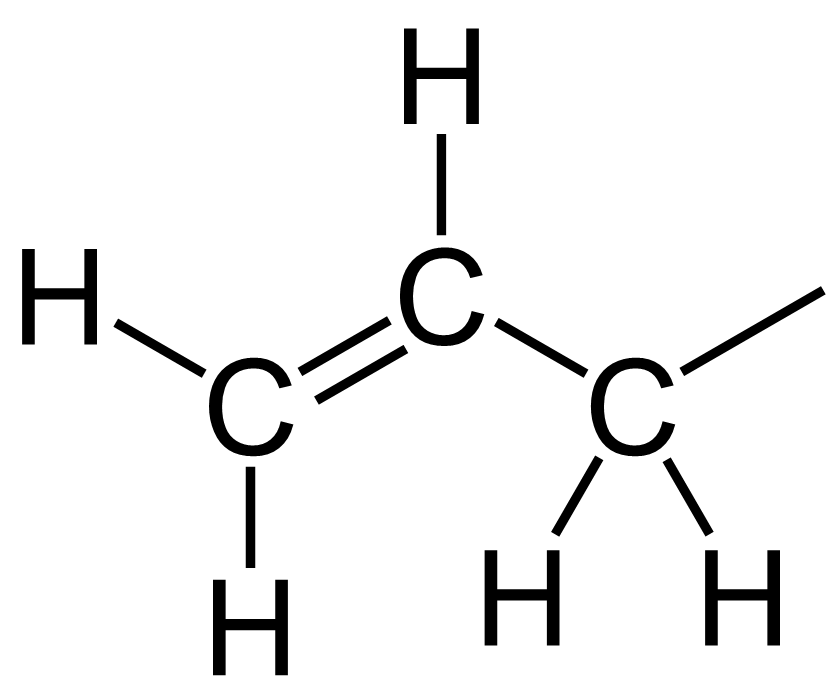
Estrutura do grupo alilo

Estrutura de ressonância do ânion alilo

Grupo alilo ou alila, ou ainda alil é um substituinte com a fórmula estrutural H2C=CH-CH2R, onde R é a conexão com o restante da molécula. Constitui-se de um grupo metileno (-CH2-), acoplado a um grupo vinil (-CH=CH2). O nome é derivado da palavra latina para o alho, Allium sativum. Theodor Wertheim isolou um derivado alilo do óleo de alho em nomeou-o Schwefelallyl.